# 德拉文鎮區 (明尼蘇達州法里博縣)
德拉文鎮區（英語：Delavan Township）是位於美國明尼蘇達州法里博縣的一個行政鎮區。

## 地方資料
德拉文鎮區的面積為91.86平方千米，當中陸地面積為86.07平方千米，而水域面積為5.79平方千米。根據2020年美國人口普查的數據，當地共有人口240人，而人口密度為每平方千米2.61人。